# Violet Webb
Violet Blanche Webb, później Simpson (ur. 3 lutego 1915 w Willesden, zm. 27 maja 1999 w Northwood) – angielska lekkoatletka specjalizująca się w krótkich biegach sprinterskich i płotkarskich oraz w skoku w dal, dwukrotna uczestniczka letnich igrzysk olimpijskich (Los Angeles 1932, Berlin 1936), brązowa medalistka olimpijska z Los Angeles w biegu sztafetowym 4 × 100 metrów.
Matka sprinterki Janet Simpson, trzykrotnej olimpijki (1964, 1968, 1972).

## Sukcesy sportowe
- halowa mistrzyni Wielkiej Brytanii w biegu na 60 jardów przez płotki – 1935[2]

| Rok  | Miasto      | Zawody                         | Konkurencja                         | Wynik                    |
| ---- | ----------- | ------------------------------ | ----------------------------------- | ------------------------ |
| 1932 | Los Angeles | Igrzyska olimpijskie           | sztafeta 4 × 100 m bieg na 80 m ppł | brązowy medal 5. miejsce |
| 1934 | Londyn      | Światowe Igrzyska Kobiet       | bieg na 80 m ppł                    | brązowy medal            |
| 1934 | Londyn      | Igrzyska Imperium Brytyjskiego | skok w dal                          | brązowy medal            |

## Rekordy życiowe
- bieg na 80 metrów przez płotki – 11,7 – Wuppertal 19/08/1936[3]
- skok w dal – 5,33 – Londyn 23/09/1932